# Борба патриција и плебејаца
Борба патриција и плебејаца или борба сталежа подразумева полтички сукоб између две главне друштвене групе током периода ране Римске републике (509–280. п. н. е.), који су водили плебејци с циљем да се по политичким правима изједначе с повлаштеном групом патриција, што је у потпуности и постигнуто 287. године п. н. е.

## Аналистичка традиција
Према аналистичкој историографској традицији, за коју нам је главни извор Тит Ливије, патрицији су, након свргавања последњег римског краља Тарквинија Охолог 509. године п. н. е., присвојили за себе сву власт у држави и постали једини владајући слој, док су плебејци били нижи, подре]ени друштвени слој. У почетку су само патрицији могли бити бирани на државне положаје (магистратуре), као што је конзулат, те у свештеничке колегије и Римски сенат.
Међутим, патрицији су своју власт злоупотребљавали, користили су презадуженост плебејаца да их продају у ропство (дужничко ропство називало се nexum), у судским парницама били су по дефиницији наклоњенији патрицијима, манипулисали су одлукама центуријатских скупштина итд.
Плебејци су на такве злоупотребе одговорили оснивањем положаја народних трибуна, чије је право на заштиту плебејаца најзад било признато и од патриција. Такође су установили плебејске скупштине ((concilium plebis)), на чије одлуке није била потребна сагласност сената и које су првобитно обавезивале само плебејце, али су 287. године п. н. е. постале обавезујуће за све римске грађане. Једно од највећих оружја плебејаца у овој борби била је "сецесија", када би они масовно напустили град Рим и тиме значајно умањили његов одбрамбени потенцијал.
Године 449. п. н. е. децемвири су кодификовали Законе дванаест таблица, али је њихова 11. таблица увела забрану (или само потврдила већ постојећу забрану) склапања брака између патриција и плебејаца. Међутим, та је забрана убрзо укинута Канулејевим законом из 445. године п. н. е.
Закон Лицинија и Секстија је 367. године п. н. е. обновио конзулат, уместо којега су се дуго бирали војни трибуни с конзулском влашћу, те је истовремено одредио један од двојице конзула мора бити плебејац. Ускоро су и дужности диктатора, конзула и претора постале доступне и плебејцима.
Псоледњи чин борбе између патриција и плебејаца одиграо се 287. године п. н. е., када је сенат одбио захтев презадужених ситних земљопоседника да се укину постојећи дугови. Дошло је до нове (и историјски једине вероватне) сецесије плебејаца, након чега је сенат поставио Квинта Хортензија Старијег за диктатора, који је решио проблем (не зна се како) и спровео закон ((lex Horenstia)), који је одлуке сената и трибутске скупштине изједначио по правној снази. Иако су се и после тога породице делиле на патрицијске и плебејске, између њих је нестало сваке политичке и правне разлике.

## Модерна критика
Како су расле величина и моћ римске државе током ране републике (509–280. године п. н. е.), стваране су нове дужности и институције, а старе су прилагођаване како би се довеле у склад са промењеним војним, политичким, друштвеним и економским потребама државе и њеног становништва. Према аналистичкој предаји, дакле, све су ове промене и иновације уследиле као резултат борбе између два друштвена сталежа, патриција и плебејаца. Сматрало се да је та борба почела у првим годинама републике и да је трајала више од 200 година. У почетку су патрицији наводно уживали монопол на моћ (конзулат, сенат и све религијске дужности), док су плебејци почели само с правом гласа у скупштинама. Током борбе плебејци су, како се веровало, постепено за себе обезбеђивали уступке од патриција, и то кроз политичку агитацију и сукобљавање, док се на крају правно нису изједначили с њима. Тако су антички историчари, укључујући Ливија, све аспекте унутрашњег политичког развоја раног Рима описали у терминима једног јединог друштвеног покрета.
Разлика између патриција и плебејаца је, према предаји, била стара колико и сам Рим и била је уведена за време Ромула. Како је речено, право историјско датирање и објашњење ове разлике још увек представља највеће нерешено питање историје раног Рима. Та је разлика постојала током средње и позне републике, али се модерни научници не слажу око тога када је и како она настала; све је раширенији став да је она настала и полако се развијала током ране републике. У време средње и позне републике она је великим делом већ била без значаја. Чак и ако се класификација патрицијских и плебејских имена позната из средње и позне републике примени на списак конзула за период од 509. до 445. године п. н. е., плебејска су имена добро заступљена (30 одсто), па се данас сматра да плебејцима вероватно никада није ни било забрањено да се бирају на положај конзула. У време средње и позне републике тек је десетак римских породица било патрицијског порекла, а све су остале биле плебејске. И патрицијске и плебејске породице чиниле су нобилитет, који се једноставно састојао од свих потомака конзула. Стога термин „патрициј“ није истоветан с термином „нобил“ и не треба да се меша с њим: патрицији су чинили само један део римског нобилитета средње и позне републике. У касније је време једина разлика између патриција и плебејаца била у томе што је свака група имала или није имала право да на неке мање свештеничке положаје, нпр. положај „краља религије" (рекс сацрорум).
Противречности, неслагања и логички недостаци Ливијевог приказа ране републике јасно показују да теза аналистичке предаје о борби сталежа представља велико поједностављивање једног веома сложеног низа догађаја који нису имали јединствени узрок. Тензије су свакако постојале; ниједна држава не може провести 200 година без неког степена друштвеног сукоба и економских тешкоћа. Заправо, правни извори показују да је закон о дужницима у раном Риму био веома строг, па је сигурно понекад изазивао много тешкоћа. Ипак, не може се поверовати да су сви аспекти унутрашњег политичког развоја раног Рима резултовали из једног јединог узрока. Рани документи, уколико су били доступни, каснијим би аналистима рекли мало шта више од тога да је установљена нека магистратура или да је усвојен неки закон. Објашњење разлога због чега је нега магистратура уведена или неки закон донет могао је обезбедити само фолклор или машта самог историчара, а ни на једно од тога се не можемо ослонити. Ливијев опис политичких криза у раној републици показује политичку реторику и тактику позне републике, па му се стога не може поклонити велико поверење. На пример, аграрно законодавство ране републике описано је у терминима позне републике. Исто тако, сукоби између народних трибуна и сената моделовани су према политици оптимата и популара позне републике. Стога се мора бити пажљив приликом испитивања унутрашњег развоја ране римске републике. Многе од главних иновација о којима говори античка предаја могу се прихватити, али се не може сасвим веровати античкој интерпретацији тих чињеница.